# Ebsdorf

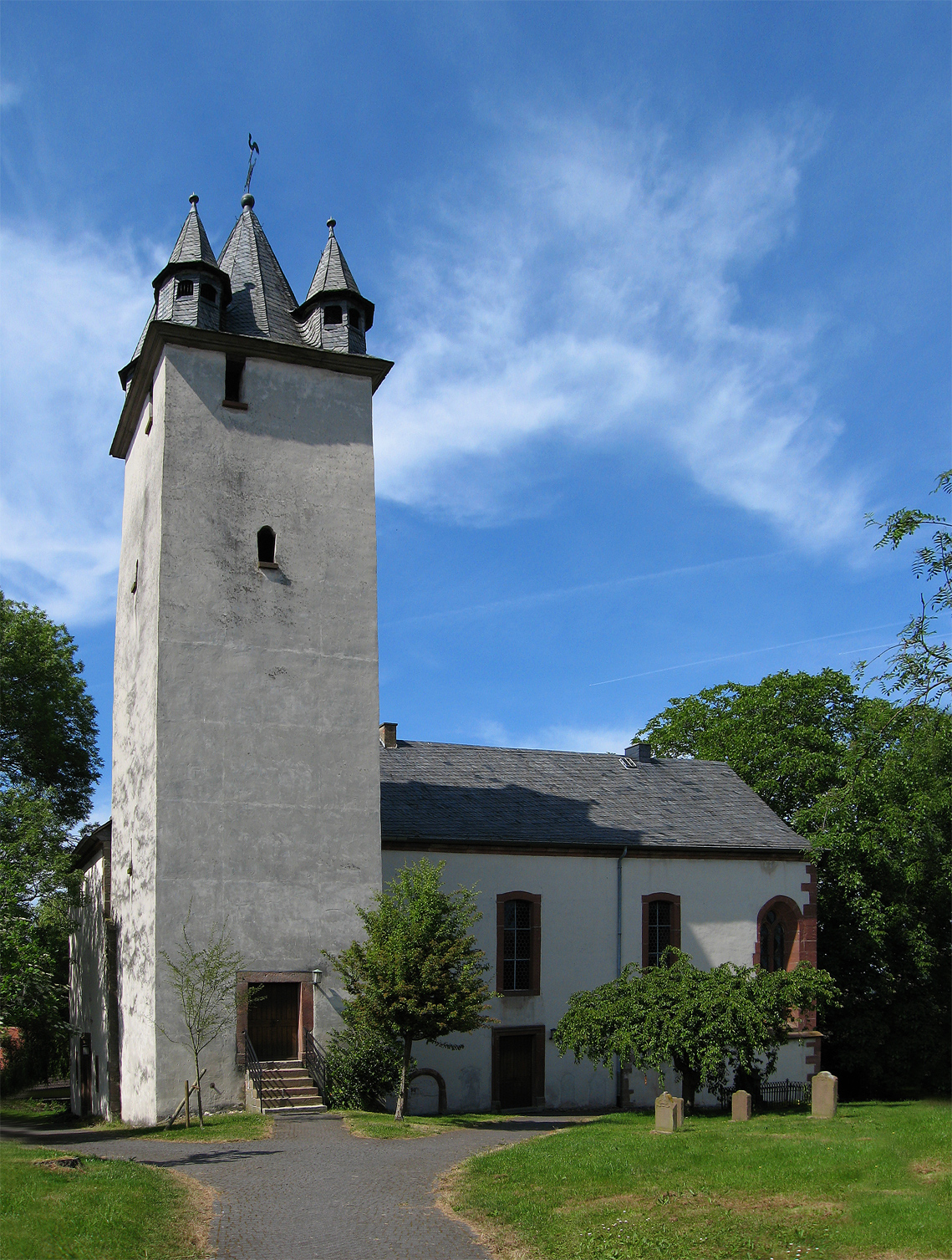
La Wehrkirche

Ebsdorf  è una località del comune di Ebsdorfergrund nella parte orientale del circondario di Marburgo-Biedenkopf, nel distretto di Gießen, stato federato dell'Assia.
Confina a sud con Leidenhofen, ad est con Mölln, ad ovest con Hachborn ed a nord con Beltershausen.
Ebsdorf sta fra i Lahnbergen e le propaggini dei Vogelsberg. Elbsdorf è attraversata dalle strade statali n. 3048 e 3089 ed è bagnata dallo Zwester Ohm, un affluente del fiume Lahn.

## Storia
La località era già nota nel 750 con il nome di Ebilizdorf.
La chiesa, oggi dedicata al culto riformato evangelico fu eretta nel 1200. Dal 1905 al 1972 Ebsdorf fu capolinea della ferrovia circondariale del marburghese.